# Lingenfeld
Lingenfeld ist eine Ortsgemeinde im Landkreis Germersheim in Rheinland-Pfalz. Sie ist Verwaltungssitz der gleichnamigen Verbandsgemeinde. Lingenfeld ist gemäß Landesplanung als Grundzentrum ausgewiesen.

## Geographie
Zu Lingenfeld gehören die Wohnplätze Brünnelberg, Flugplatz, Kattenbuckel, Vorwerk Friedrich und Im Erholungsgebiet.

### Geographische Lage
Lingenfeld liegt in der Oberrheinebene, in der Südpfalz, zwischen dem Fluss Rhein im Osten und der Deutschen Weinstraße westlich der Gemeinde. Der Ort ist mit 104 Metern höher gelegen als die umliegenden Gemeinden am Rhein, deshalb kann Hochwassergefahr nahezu ausgeschlossen werden. Allerdings verursachte der alte Rheinlauf in den vergangenen Jahrhunderten durch Unterspülung des Hochufers den Verlust von ca. 250 Hektar Land.
Mitten durch den Ort verläuft der Hofgraben, der in den Lingenfelder Altrhein mündet. Kurz vor seiner Mündung in letzteren führt außerdem der Wörthgraben für ein kurzes Stück über die Gemeindegemarkung.

### Nachbargemeinden
Nachbargemeinden sind im Uhrzeigersinn (beginnend bei 12 Uhr): Schwegenheim, Römerberg (Pfalz), Philippsburg (auf der anderen Rheinseite in Baden-Württemberg), Germersheim, Lustadt und Westheim (Pfalz).

## Geschichte

Lingenfeld mit Ortslage auf einer Flurkarte von 1838

Der Name Lingenfeld stammt entweder von einer Siedlung „am langen Feld“ oder von „Feld des Lango“ oder Lingo. Die erste Erwähnung fand der Ort in einer Urkunde von 1063 als „Lengenveld“.
Bis zum Ende des 18. Jahrhunderts gehörte der Ort zum Unteramt Landeck, das sich im gemeinschaftlichen Besitz der Kurpfalz und des Hochstift Speyer befand und kurpfälzischerseits dem Oberamt Germersheim unterstand. Von 1798 bis 1814, als die Pfalz Teil der Französischen Republik (bis 1804) und anschließend Teil des Napoleonischen Kaiserreichs war, war Leimersheim bis 1814 in den Kanton Germersheim eingegliedert. 1815 wurde der Ort Österreich zugeschlagen und kehrte in den Kanton Germersheim zurück. Bereits ein Jahr später wechselte Leimersheim wie die gesamte Pfalz in das Königreich Bayern. Von 1818 bis 1862 gehörte die Gemeinde dem Landkommissariat Germersheim an; aus diesem ging das Bezirksamt Germersheim hervor.
Seit 1939 ist der Ort Bestandteil des Landkreises Germersheim. Nach dem Zweiten Weltkrieg wurde Lingenfeld innerhalb der französischen Besatzungszone Teil des damals neu gebildeten Landes Rheinland-Pfalz.
1969 fanden Bauern in Lingenfeld nahe der alten Straße von Speyer nach Germersheim den Silberschatz von Lingenfeld: Ein irdener Topf im Erdreich war mit silbernen Gefäßen, über 2000 Silbermünzen und Schmuckstücken angefüllt. Durch die Münzen kann der Schatz in die Zeit zwischen 1347 und 1349 datiert werden. Zur gleichen Zeit kam es im Jahre 1348/49 zu den Judenverfolgungen zur Zeit des Schwarzen Todes. Die Juden wurden zu Unrecht beschuldigt, durch Brunnenvergiftung die Pestepidemie ausgelöst zu haben. Sie wurden verfolgt, in Pogromen ermordet und ihr Besitz wurde geplündert. Die Silbergefäße und Schmuckstücke von Lingenfeld lassen vermuten, dass es sich hier um Gegenstände aus Pfandgeschäften eines jüdischen Geldverleihers handelt. Als der jüdische Bürger aus Speyer fliehen musste, nahm er sein Bargeld und die wertvollen Pfänder mit. Sein weiteres Schicksal bleibt unbekannt.
Seit dem Jahr 2013 gehören die Lingenfelder Katholiken nicht mehr zu einer eigenständigen Pfarrei, sondern haben sich mit den Katholiken aus Germersheim, Westheim und Schwegenheim zur Projektpfarrei Germersheim zusammengeschlossen. Die Protestanten bilden mit den Westheimer Protestanten die Protestantische Kirchengemeinde Westheim-Lingenfeld. Siehe auch: Protestantische Christuskirche (Lingenfeld).
Im Zuge der ersten rheinland-pfälzischen Verwaltungsreform wurde Lingenfeld 1972 Sitz der neu geschaffenen gleichnamigen Verbandsgemeinde.

## Bevölkerung

### Einwohnerstatistik
Die Entwicklung der Einwohnerzahl von Lingenfeld, die Werte von 1871 bis 1987 beruhen auf Volkszählungen:
| Jahr | Einwohner |
| ---- | --------- |
| 1480 | ca. 180   |
| 1530 | ca. 180   |
| 1705 | ca. 260   |
| 1742 | ca. 500   |
| 1771 | ca. 585   |
| 1815 | 1.249     |

| Jahr | Einwohner |
| ---- | --------- |
| 1835 | 1.357     |
| 1871 | 1.602     |
| 1905 | 1.833     |
| 1939 | 2.444     |
| 1950 | 2.856     |
| 1961 | 3.518     |

| Jahr | Einwohner |
| ---- | --------- |
| 1970 | 3.769     |
| 1987 | 4.084     |
| 1997 | 5.144     |
| 2005 | 5.366     |
| 2017 | 5.805     |
| 2021 | 5.875     |

### Konfessionsstatistik
Im Jahr 1890 waren von den damals 1662 Einwohnern 1539 katholisch (93 %), 101 evangelisch (6 %) und 32 waren Israeliten (2 %). Mit Stand 30. Juni 2005 waren von den Einwohnern 54,3 % katholisch, 21,8 % evangelisch und 23,9 % waren konfessionslos oder gehörten einer anderen Glaubensgemeinschaft an. Der Anteil der Protestanten und Katholiken an der Gesamtbevölkerung ist seitdem gesunken. Ende Februar 2025 hatten 33,3 % der Einwohner die katholische Konfession und 17,7 % die evangelische. 49,1 % gehörten entweder einer anderen Glaubensgemeinschaft an oder waren konfessionslos.

## Politik

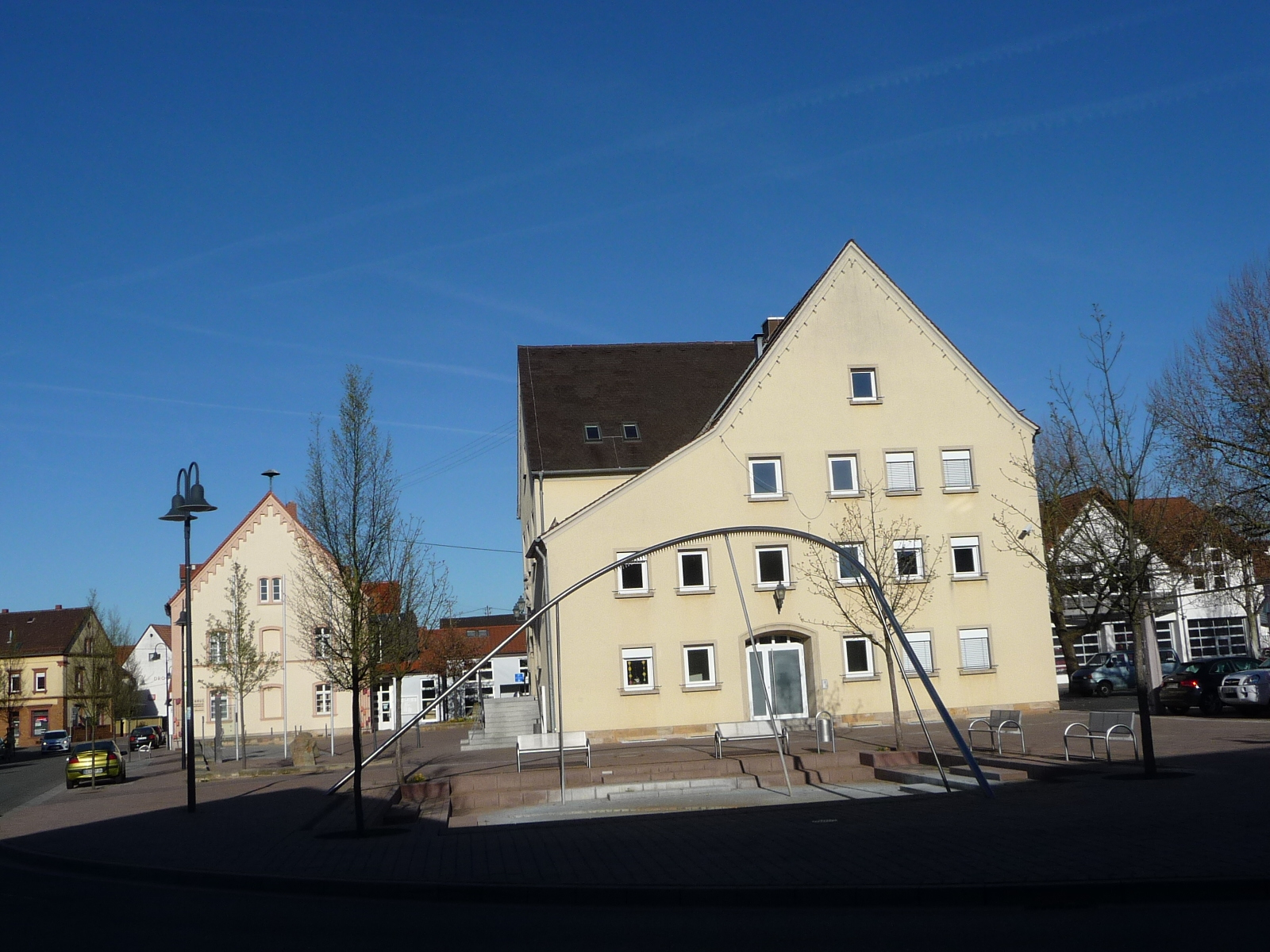
Rathäuser

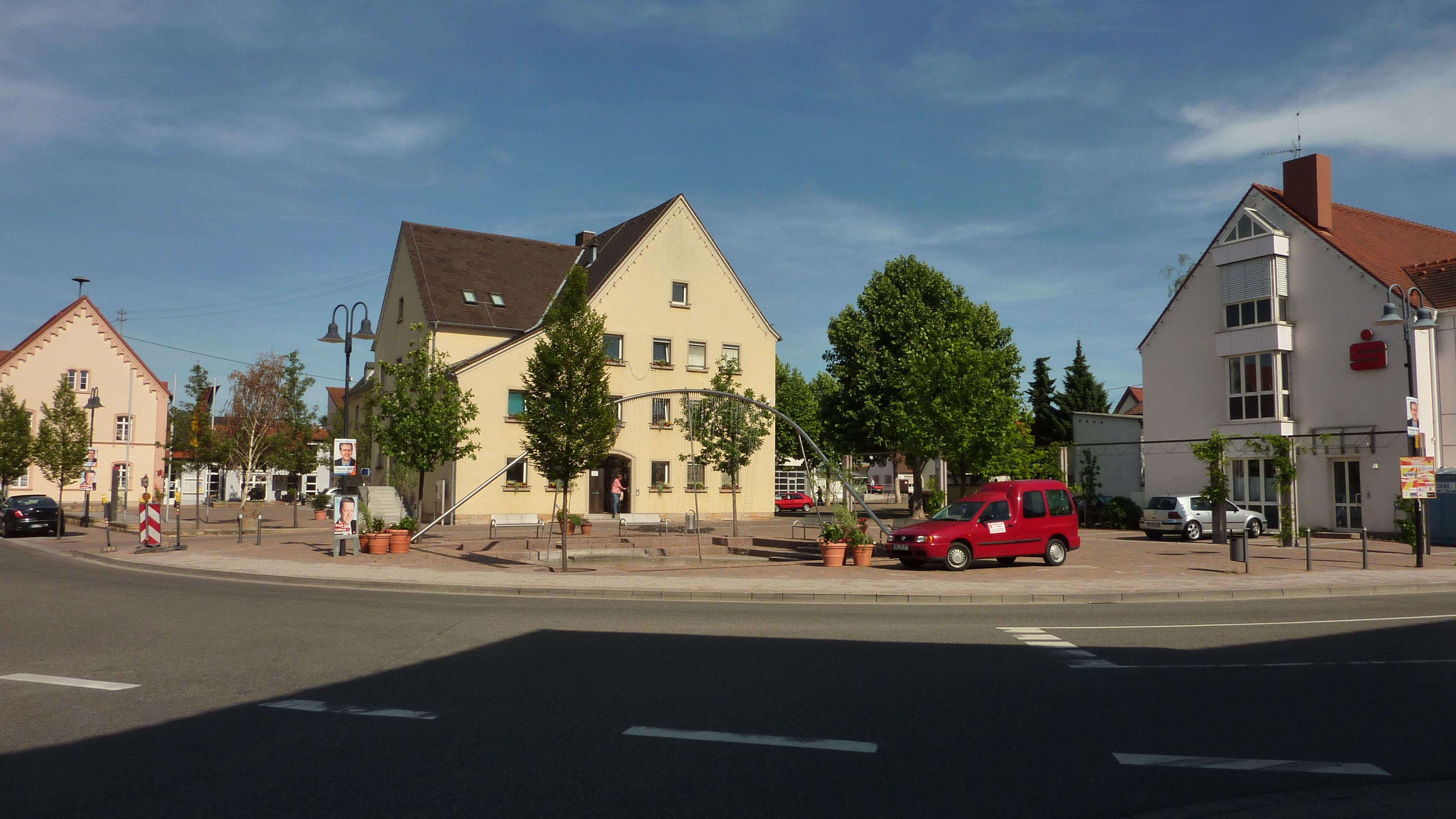
Lingenfelder Rathausplatz mit Ortsgemeinderathaus, Verbandsgemeinderathaus sowie einer örtlichen Bank (v. l.)

### Gemeinderat
Der Gemeinderat in Lingenfeld besteht aus 22 Ratsmitgliedern, die bei der Kommunalwahl am 9. Juni 2024 in einer personalisierten Verhältniswahl gewählt wurden, und dem ehrenamtlichen Ortsbürgermeister als Vorsitzendem.
Die Sitzverteilung im Gemeinderat:
| Wahl | SPD | CDU | Grüne | FWG | Gesamt   |
| ---- | --- | --- | ----- | --- | -------- |
| 2024 | 8   | 6   | 2     | 6   | 22 Sitze |
| 2019 | 7   | 7   | 3     | 5   | 22 Sitze |
| 2014 | 7   | 9   | –     | 6   | 22 Sitze |
| 2009 | 7   | 8   | –     | 7   | 22 Sitze |
| 2004 | 7   | 9   | –     | 6   | 22 Sitze |

### Bürgermeister
Markus Kropfreiter trat sein Amt am 20. August 2019 an, nachdem er sich bei der Direktwahl am 26. Mai 2019 mit einem Stimmenanteil von 55,55 % gegen seinen Amtsvorgänger durchgesetzt hatte. Bei der Direktwahl am 9. Juni 2024 wurde er als einziger Bewerber mit 74,9 % für weitere fünf Jahre in seinem Amt bestätigt.
| Jahr      | Bürgermeister      | Partei |
| --------- | ------------------ | ------ |
| 1945      | Friedrich Rembor   |        |
| 1945–1960 | Alfons Detzel      | CDU    |
| 1960–1969 | Herbert Dickerhof  | WG     |
| 1969–1981 | Hugo Fröhlig       | CDU    |
| 1981–1999 | Alban Gutting      | CDU    |
| 1999–2009 | Hans-Jürgen Wallat | CDU    |
| 2009–2019 | Erwin Leuthner     | CDU    |
| seit 2019 | Markus Kropfreiter | SPD    |

### Wappen
| Wappen von Lingenfeld | Blasonierung: „Von Gold und Rot durch einen mit drei schwarzen Spitzen spickelweise gestückten silbernen Schräglinksbalken geteilt, oben rechts ein schwarzer Großbuchstabe L, unten links schräggelegt ein nach oben gewölbtes silbernes Pflugmesser (Kolter, Sech).“ |
| Wappen von Lingenfeld | Es wurde 1964 vom Mainzer Innenministerium genehmigt. |

### Partnerschaften

#### Gemeinde
Am 16. April 1972 wurde zwischen den Gemeinden Torcy (Frankreich) und Lingenfeld die Partnerschaftsurkunde unterzeichnet.

#### Vereine
- Handballsportverein mit Duffel (Belgien), seit 1965
- Kleintierzuchtverein mit Straßburg-Robertsau (Frankreich), seit 1967
- Turn- und Sportverein mit Union Sportive Torcy (Frankreich), seit 1964

## Kultur und Sehenswürdigkeiten

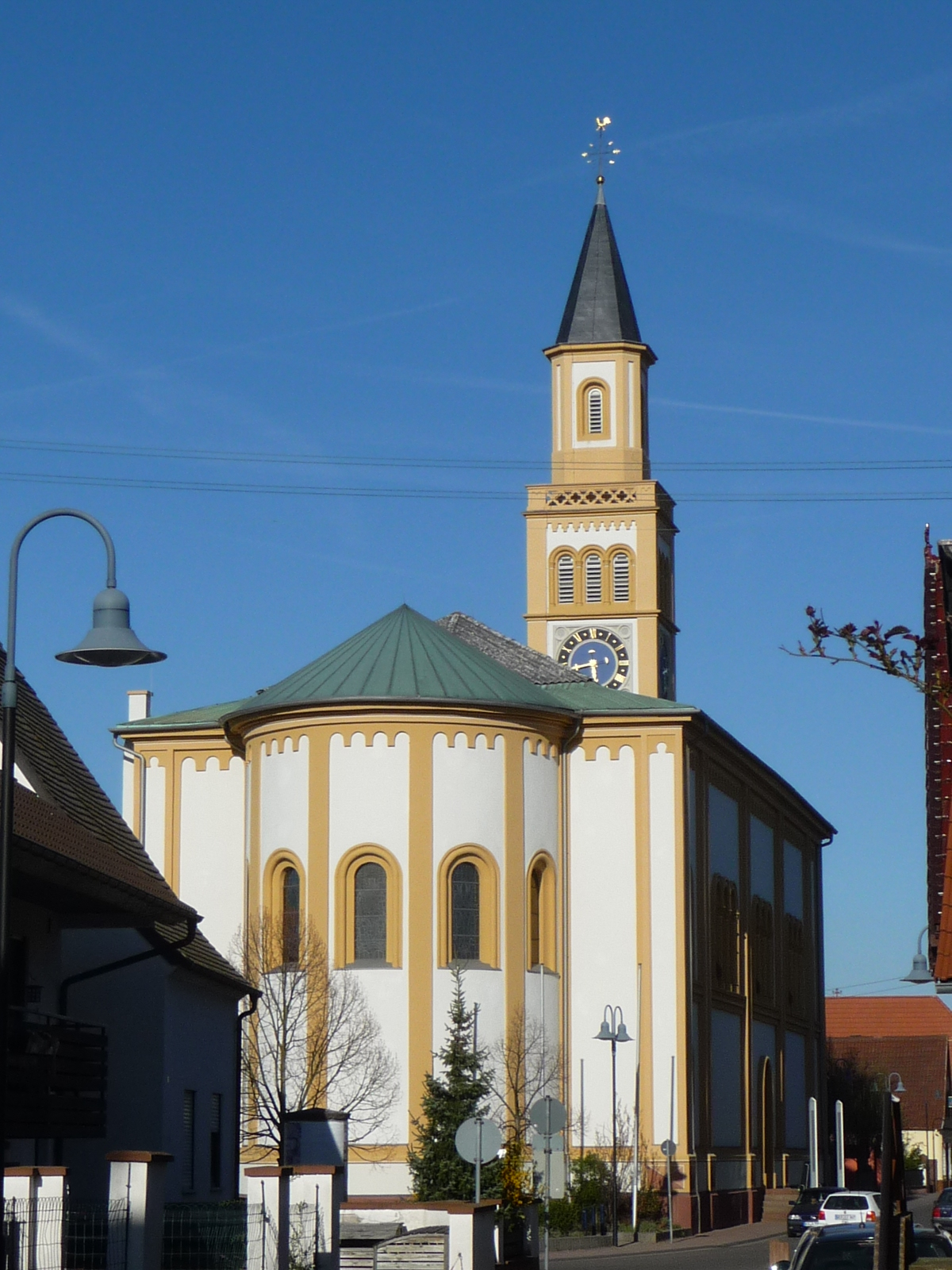
Denkmalgeschützte katholische Kirche

### Kulturdenkmäler
Vor Ort existieren insgesamt sieben Objekte, die unter Denkmalschutz stehen, darunter die katholische Kirche St. Martin.

### Natur
Das Naturschutzgebiet Schwarzwald erstreckt sich teilweise über das Gemeindegebiet, ebenso das EU-Vogelschutzgebiet Berghausener und Lingenfelder Altrhein mit Insel Flotzgrün. Mit dem Birnbaum in der Germersheimer Straße existiert außerdem innerhalb des Gemeindegebiets ein Naturdenkmal.

### Regelmäßige Veranstaltungen
- Der alte pfälzische Brauch der Kirchweih wird alljährlich am dritten Wochenende im September auf dem Rathausplatz als „Lingenfelder Kerwe“ gefeiert. Bis 2011 war der Austragungsort über viele Jahre der Kerweplatz außerhalb des alten Ortskerns.
- Am letzten Wochenende im Juli findet alljährlich das „Lingenfelder Straßenfest“ statt.

### Vereine
Vor Ort existiert der Sportverein TSV Lingenfeld.

## Wirtschaft und Infrastruktur

### Wirtschaft
Die Gemeinde gehört zum Geschäftsgebiet der Vereinigten VR Bank Kur- und Rheinpfalz.

### Verkehr

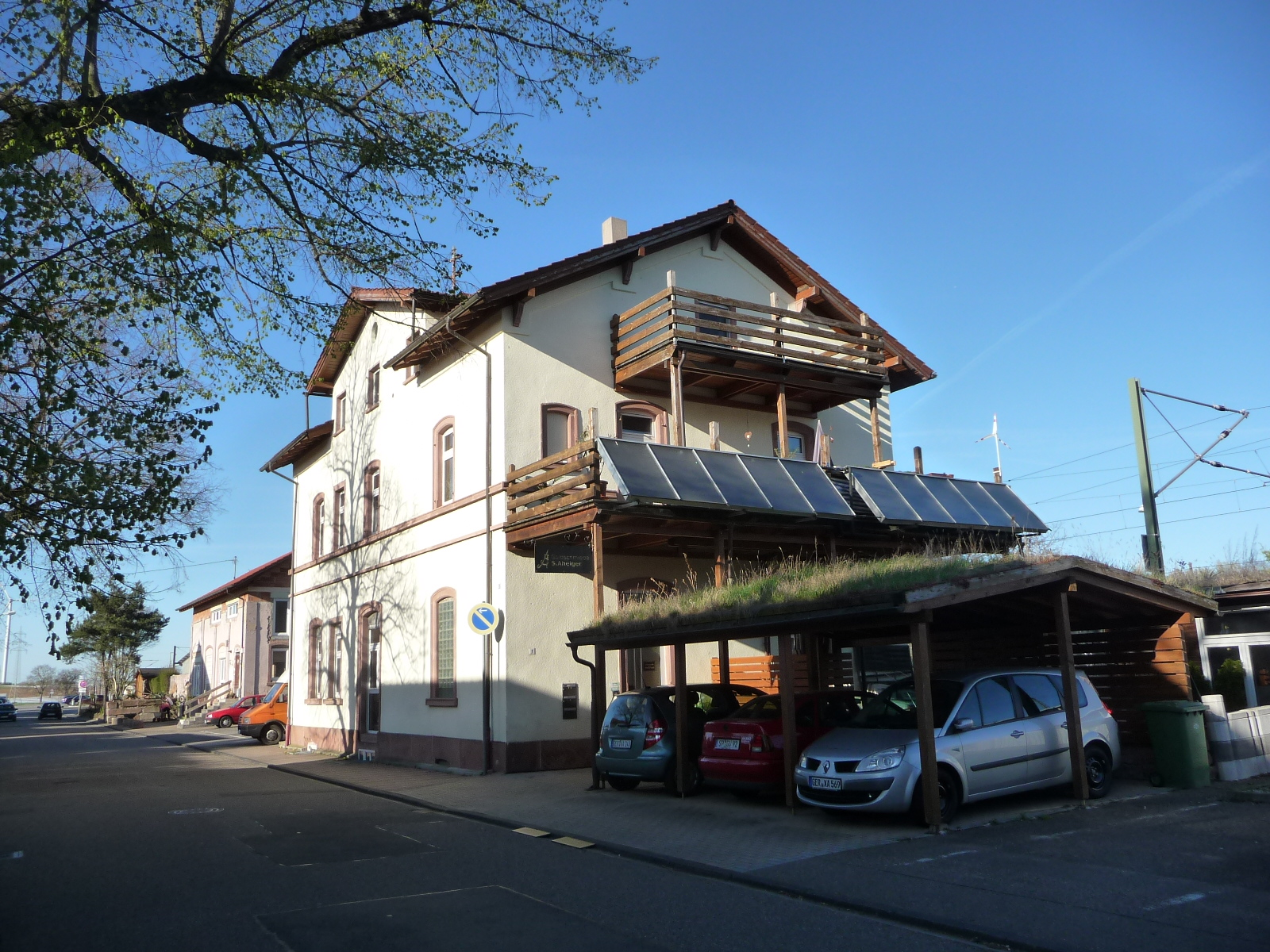
Ehemaliges Bahnhofsgebäude

Lingenfeld liegt an der Bundesstraße 9. Von hier können über die zwei Lingenfelder Ausfahrten, eine im Norden und eine im Süden des Dorfes, die Städte Speyer, Mannheim, Karlsruhe und Heidelberg innerhalb von etwa 30 Minuten erreicht werden. Mitten durch das Siedlungsgebiet verlaufen die Landesstraße 507 und die Kreisstraße 31.
Vom Bahnhof Lingenfeld erreichen Reisende auf der Schiene in etwa 35 Minuten Mannheim und Ludwigshafen sowie in der entgegengesetzten Richtung Karlsruhe. Seit der Anbindung Lingenfelds an die S-Bahn RheinNeckar können Fahrgäste umsteigefrei nach Ludwigshafen, Mannheim und Heidelberg fahren. Der Haltepunkt Lingenfeld liegt am nordöstlichen Rand der Gemeinde Lingenfeld in der Altspeyerer Straße und der Bahnstrecke Schifferstadt–Wörth. Er entstand 1870 beim Bau des Streckenabschnitts Speyer-Germersheim. Hier verkehrt die S-Bahn RheinNeckar mit den Linien S3 und S4.
Zudem verkehrt die Buslinie 590 über die Gemeinde, die eine Verbindung mit Landau in der Pfalz und Germersheim herstellt und die von Hetzler Busreisen betriebene Linie 596, die eine solche mit Freisbach sowie Germersheim herstellt.
Lingenfeld gehört dem Verkehrsverbund Rhein-Neckar und dem Karlsruher Verkehrsverbund an.

### Öffentliche Einrichtungen
Als Sitz der Verbandsgemeinde beherbergt Lingenfeld auch deren Verwaltung im Rathaus an der Hauptstraße 60.

### Tourismus
Das Lingenfelder Naherholungsgebiet Altrhein mit Baggerseen und ausgedehnten Auenlandschaften bietet Möglichkeiten zum Schwimmen, Paddeln, Fahrradfahren und Spazierengehen. In Lingenfeld befinden sich mehrere Hotels.

## Persönlichkeiten

### Ehrenbürger
- 1984, Mai: Alfons Detzel (* 19. Mai 1894; † 12. Juli 1990), von 1945 bis 1960 Bürgermeister.[19][20]
- 2001, 16. September: Karl Lösch (* 1. Oktober 1915; † 6. April 2008), Unternehmer und Mäzen, aktiv im Gemeinderat von Lingenfeld und im Wirtschaftsausschuss des Landkreises, seit 1986 Träger des Bundesverdienstkreuzes am Bande. Er wurde für seine jahrzehntelange Förderung der Ortsgemeinschaft im September 2001 geehrt.[21][22]
- 2002, 13. September: Hugo Fröhlig (* 8. August 1921; † 7. November 2007), Rektor der Lingenfelder Grundschule, ab 1956 im Gemeinderat und von 1969 bis 1981 Bürgermeister. Im Jahr 1992 erhielt er die Ehrennadel des Landes Rheinland-Pfalz. Für seine Verdienste im September 2002 zum Ehrenbürger ernannt.[23][24]
- 2013, 11. Januar: Alban Gutting (* 16. Juli 1938), von 1981 bis 1999 Bürgermeister, wurde 2013 zum Ehrenbürger ernannt. In seiner Amtszeit erfolgte u. a. die Realisierung der Ortsumgehung, die Erschließungsmaßnahme In den Heidenäckern, sowie der Bau von Goldberghalle, Kindertagesstätte und Jugendzentrum.[25][26][27]

### Söhne und Töchter der Gemeinde
- Josef Bürckel (1895–1944), Politiker (NSDAP), MdR, Gauleiter der Westmark sowie Wien, Reichsstatthalter von Österreich
- Willi Gutting (1901–1986), Schriftsteller
- Ludwig Schneider (1902–1944), Politiker (NSDAP)
- Norbert Steinmetz (* 1949), Mathematiker
- Nevfel Cumart (* 1964), Autor und Übersetzer

### Personen, die mit der Gemeinde in Verbindung stehen
- Ludwig Nieder (1880–1922), wirkte zeitweise in Lingenfeld
- Georg Otto Angerer (1893–1951), Bürgermeister vor Ort
- Markus Kropfreiter (* 1972), Landtagsabgeordneter, Ortsbürgermeister seit 2019
- Denni Djozic (* 1991), Handballspieler, in Lingenfeld aufgewachsen